# TNO Industrie en Techniek
TNO Industrie & Techniek (TNO I&T) was het kerngebied (de divisie) van TNO die zich met name richtte op het bedrijfsleven. Door bedrijven te ondersteunen bij het introduceren van innovaties, kan hun concurrentiepositie verbeteren. Innovaties kunnen plaatsvinden op het gebied van producten of op het gebied van productieprocessen. TNO I&T richtte zich hierbij op de technologie. Bedrijven kunnen worden geholpen door onderzoek en advies, of door de ontwikkeling van apparatuur (prototypen) of door jarenlange samenwerking. Deze samenwerkingsvorm wordt contractresearch genoemd. Daarnaast deed TNO I&T ook onderzoek om technologieën te ontwikkelen waar bedrijven enkele jaren later mee geholpen kunnen worden en om het kennisniveau op peil te houden.
TNO I&T richtte zich op multinationals en het Nederlandse midden- en kleinbedrijf, met name in de volgende sectoren: automotive, high-end equipment, procesindustrie, publieke sector, ruimtevaart & wetenschap en sport, gezondheid & medische systemen. Een aantal voorbeelden van technologieën waarin TNO I&T heel actief was: auto's (veiligheid, verbrandingsmotoren, banden), optica, fijnmechanica, nieuwe materialen (spuitgieten, coatings, glas), sensoren (optisch, akoestisch), halfgeleiderapparatuur, stromingsleer, zonne-energie en beeldverwerking.
Vanaf 1 januari 2011 zijn alle kerngebieden opgeheven en is TNO overgegaan op een thematisch aangestuurde matrixorganisatie.